# Migjorn
Migjorn ist eine Landschaftszone (katalanisch: Comarca) auf der spanischen Baleareninsel Mallorca. Sie ist im Grunde die südliche Fortsetzung der Ebene Plà de Mallorca. Trotz des eher flachen Charakters der Region besitzt die südlichste Landschaft Mallorcas eine Erhebung über 500 Meter Meereshöhe. Auf dem 509 Meter hohen Puig Sant Salvador in der Gemeinde Felanitx befindet sich das Kloster Santuari de Sant Salvador. Der Berg ist die höchste Erhebung im südlichen Bereich der Serres de Llevant.
Mit der Stadt Campos besitzt Migjorn ein Zentrum eher ländlichen Charakters. Die Landwirtschaft spielt hier auch heute noch eine große Rolle. Eine Besonderheit sind die rund um den Ort kultivierten Kapernsträucher. Einen Gegensatz dazu bietet der Ort Colònia de Sant Jordi, der ehemalige Hafen von Campos. Neben dem sechs Kilometer langen Strand von Es Trenc wurde hier ein Touristenzentrum mit über 3000 Fremdenbetten errichtet. Bauruinen am nördlichen Teil von Es Trenc in der Siedlung ses Covetes zeugen vom Kampf gegen illegale Bebauung. Ein Gericht verfügte den Abriss der hier neben dem Strand ohne Genehmigung errichteten, halb fertiggestellten Häuser.
Die Küstenlinie des Migjorn reicht von S’Arenal im Westen, das zur Gemeinde Llucmajor gehört, bis nach Portocolom in der Gemeinde Felanitx. Jede Gemeinde der 75.899 Einwohner zählenden Region (Stand: 2007) hat Anteil an der Küste. An dieser wechseln sich flache felsige Abschnitte mit sandigen Buchten ab. Einige Küstenabschnitte, vor allem am Südkap, dem Cap de ses Salines, sind schwer erreichbar. Private Landbesitzer haben hier die Durchfahrt mittels Fahrzeugen, auch aus Naturschutzgründen, gesperrt.
Angrenzende Inselregionen sind im Nordosten Llevant, im Norden Plà de Mallorca und im Nordwesten die Inselhauptstadt Palma.

## Gemeinden
| Gemeinde        | Einwohner (2024) | Fläche km² | Dichte Einw./km² | Cod INE | Postleitzahl |
| --------------- | ---------------- | ---------- | ---------------- | ------- | ------------ |
| Campos          | 12.163           | 149,69     | 81               | 07013   | 07630, 07639 |
| Felanitx        | 18.850           | 169,79     | 111              | 07022   | 07200        |
| Llucmajor       | 39.912           | 327,33     | 122              | 07031   | 07620        |
| Santanyí        | 12.887           | 124,86     | 103              | 07057   | 07650        |
| Ses Salines     | 5.129            | 39,12      | 131              | 07059   | 07638, 07640 |
| Comarca Migjorn | 88.941           | 810,79     | 110              | –       | –            |

## Strände und Buchten des Migjorn

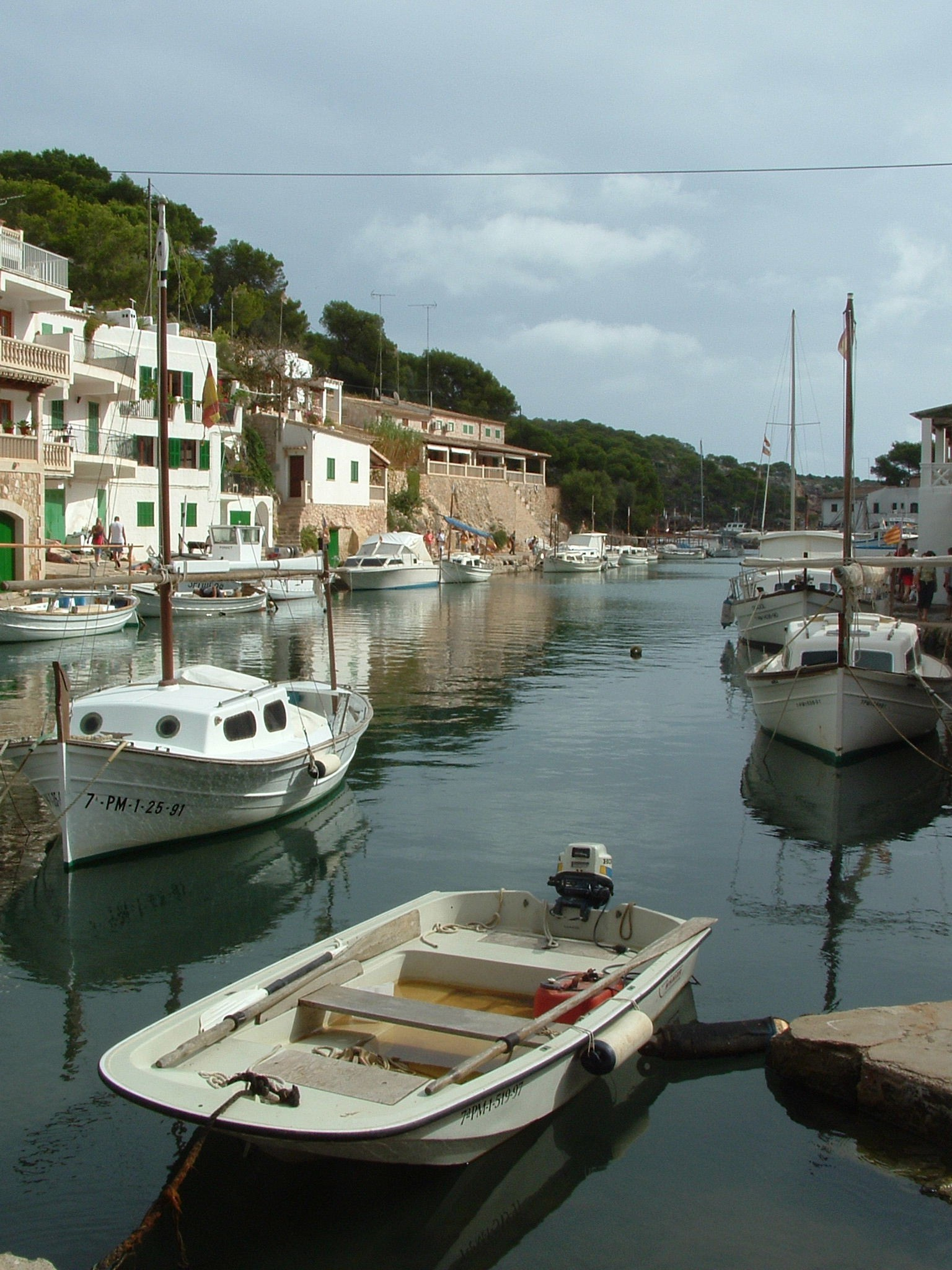
Cala Figuera

Gemeinde Felanitx
- Cala de s’Algar
- Cala Brafi
- Caló d’en Marçal
- Cala sa Nau

Gemeinde Santanyí
- Cala Mitjana
- Cala d’Or
- Cala Mondragó
- Cala Figuera
- Cala Santanyí
- Cala Llombards
- Cala de s’Almunia
- Platja des Caragol
- Cala en Tugores

Gemeinde ses Salines
- Platja de ses Roquetes
- Platja des Carbó

Gemeinde Campos
- Platja des Trenc
- Platja de sa Ràpita

Gemeinde Llucmajor
- Cala en Timó
- Cala Pi
- Cala Carril
- Cala Vella
- Cala Masques
- S’Arenal (Platja de Arenal)